# Ricardo Moreira
Ricardo Moreira (* 28. April 1982 in Figueira da Foz) ist ein portugiesischer Handballspieler, der zumeist auf Rechtsaußen eingesetzt wird.
Der 1,85 m große und 82 kg schwere Linkshänder spielt seit Beginn seiner Profikarriere im Jahr 2000 beim FC Porto, mit dem er zehnmal portugiesischer Meister und zweimal Pokalsieger wurde. International erreichte er das Viertelfinale im EHF-Europapokal der Pokalsieger 2000/01 und 2001/02, das Achtelfinale im EHF-Europapokal der Pokalsieger 2007/08, die dritte Runde im EHF-Pokal 2009/10, das Achtelfinale im EHF-Pokal 2010/11 und 2011/12, die dritte Runde im EHF Europa Pokal 2012/13 und die Gruppenphase in der EHF Champions League 2013/14.
Für die Portugiesische Nationalmannschaft bestritt Ricardo Moreira bis März 2014 mindestens 48 Länderspiele.

## Erfolge
- Portugiesischer Meister 2002, 2003, 2004, 2009, 2010, 2011, 2012, 2013, 2014 und 2015
- Portugiesischer Pokalsieger 2006 und 2007